# Rhinolophus formosae
Rhinolophus formosae — вид рукокрилих родини Підковикові (Rhinolophidae).

## Поширення
Ендемік Тайваню. Він може бути знайдений в первинних лісах, у центральній частині Тайваню. Житла лаштує в печерах, будинках, тунелях, каналах.

## Загрози та охорона
Вирубка лісів являє собою загрозу в низинах Тайваню. Цей вид зустрічається в Кентінгському Національному Парку і може бути присутнім в інших охоронних територіях.